# 小行星3429
小行星3429（3429 Chuvaev）是一颗绕太阳运转的小行星，为主小行星带小行星。该小行星于1974年9月19日发现。

## 轨道参数
小行星3429的轨道半长轴为2.3388880 UA，离心率为0.189。